# Ron Nelson
Ron Nelson (* 14. Dezember 1929 in Joliet, Illinois; † 24. Dezember 2023) war ein US-amerikanischer Komponist und Dirigent.

## Leben
Ron Nelson absolvierte sein Studium an der Eastman School of Music der University of Rochester in Rochester im US-Bundesstaat New York. Er bekam seinen Bachelor of Music 1952, seinen Master of Music 1953 und seinen Doctor of Music Arts 1956. 1955 absolvierte er ein Studium an der Ecole Normale de Musique und am Conservatoire Superieur in Paris. Danach wurde er Mitglied des Lehrkörpers der Brown University in Providence. Dort wirkte er zunächst als Assistant Professor, ab 1960 als Associate Professor und ab 1968 als Full Professor lehrte er dort bis zu seiner Pensionierung 1993.
1991 erhielt er als erster Musikwissenschaftler den Acuff Chair of Excellence in the Creative Arts-Award. 1993 bekam er für seine Komposition Passacaglia (Homage on B-A-C-H) alle drei bedeutenden Blasorchester-Kompositionspreise der Vereinigten Staaten von Amerika, den National Band Association Prize, den American Bandmasters Association Ostwald Prize und den Sudler International Prize. 1994 erhielt er die Medal of Honor der John Philip Sousa-Foundation in Washington, D.C.
Als Komponist erhielt er zahlreiche Aufträge von führenden Orchestern und Organisationen der Vereinigten Staaten von Amerika und aus dem Ausland. Er wirkte ferner als Gast-Komponist/Dirigent an verschiedenen Universitäten in den USA, wie z. B. Illinois University, Yale University, North Texas State University, Western Michigan University, Sam Houston University, Lawrence University, Dartmouth University, Southern Main University, California Technical University und Princeton University. Als Komponist von Werken für Chor, Blasorchester und Orchester hat er sich einen Namen erarbeitet.
Er starb am 24. Dezember 2023 im Alter von 94 Jahren.

## Werke

### Werke für Orchester
- 1954 Sarabande: For Katherine in April
- 1955 Savannah River Holiday
- 1960 This is the Orchestra für Sprecher und Orchester
- 1960 Jubilee
- 1961 Overture for Latecomers
- 1961 Toccata for Orchestra
- 1969 Trilogy: JFK-MLK-RFK für Orchester und Tonband
- 1976 Five Pieces after Paintings by Andrew Wyeth
  1. Winter 1946
  2. Young America
  3. Christina’s World
  4. The Drifter
  5. The Patriot
- 1977 Meditation and Dance
- 1983 Fanfare for a Celebration
- 1988 Elegy II für Streichorchester
- 1996 Panels „Epiphanies II“
- 1997 Resonances III

### Werke für Blasorchester
- 1948 Concerto for Piano and Symphonic Band
- 1958 Mayflower Overture
- 1969 Rocky Point Holiday
- 1973 Savannah River Holiday
- 1982 Fanfare for a Celebration
- 1982 Medieval Suite
- 1983 Pebble Beach Sojoum for Organ, Brass and Percussion
- 1984 Aspen Jubilee
- 1985 Te Deum Laudamus for Chorus (SATB) and Wind Ensemble
- 1986 Brevard Fanfare for Brass
- 1988 Danza Capriccio for Solo Alto-Saxophone and Wind Ensemble
- 1989 Morning Alleluias
- 1989 Fanfare for the Hour of Sunrise
- 1990 Resonances I
- 1991 Lauds „Praise High Day“
- 1992 To the Airborne
- 1992 Passacaglia (Homage on B-A-C-H)
- 1994 Epiphanies – Fanfares and Chorales
- 1994 Chaconne – In Memoriam…
- 1994 Sonoran Desert Holiday
- 1995 Courtly Airs and Dances
  1. Intrada
  2. Basse Dance
  3. Pavane
  4. Saltarello
  5. Sarabande
  6. Allemande
- 1998 Nightsong for Euphonium and Wind Ensemble
- 1999 Fanfare for the new Millennium for Symphonic Band and two antiphonal Brass-Choirs
- 2006 Pastorale: Autumn Rune

### Bühnenwerke
- 1954 Dance in Ruins Ballett
- 1955–1956 The Birthday of the Infanta Oper für Kammerorchester
- 1981 Hamaguchi Oper für Kammer-Ensemble

### Kammermusik
- 1982 Kristen’s Song for Violin, Flute, and Organ
- 1983 And the Moon Rose Golden for Cello and Piano

### Chormusik
- 1958 Three Mountain Ballads für dreistimmigen Frauenchor (SSA), Harfe und Flöte
  1. He’s gon away
  2. Will he remember?
  3. Barbara Allen
- 1958 Cantata: The Christmas Story für gemischten Chor (SATB), Orgel, Blechbläser und Pauken
- 1958 Glory to God für gemischten Chor (SATB), Orgel und Blechbläser
- 1958 Christmas Fanfare für gemischten Chor (SATB), Blechbläser und Pauken
- 1958 Choral Fanfare for Easter für gemischten Chor und Sprecher
- 1960 He came here for me für Frauenchor (SSA), gemischten Chor (SATB) und Röhrenglocken
- 1960 Fanfare for a Festival für gemischten Chor, Blechbläser und Pauken
- 1960 All Praise to Music für gemischten Chor, Blechbläser und Pauken
- 1961 Five Anthems for young Choirs of Prayer für zweistimmigen Chor (SA) und Klavier
- 1962 Three Ancient Prayers für gemischten Chor (SATB) und Orgel
  1. O Lord how can we know Thee
  2. Hear, o Israel
  3. Cause us o Lord
- 1963 Triumphal Te Deum für Doppelchor (SSAATTBB), Blechbläser, Orgel und Schlagzeug
- 1964 Oratorio: What is Man? dreiteilig, für Sprecher, Sopran Solo und Bariton Solo, gemischten Chor und Orchester
- 1967 God bring thy Sword für gemischten Chor, Orgel und Schlagzeug
- 1969 Alleluia, July 20, 1969 für gemischten Chor
- 1971 Psalm 95 für gemischten Chor und Instrumental-Ensemble
- 1972 Prayer of Emperor of China on the Altar of Heaven, December 21, 1539 für gemischten Chor und Instrumental-Ensemble
- 1973 Thy Thruth is Great für gemischten Chor und Orgel
- 1975 Prayer of St. Francis of Assisi für gemischten Chor und Orgel
- 1978 O God invent a Word for us für gemischten Chor und Kinderchor
- 1980 For Freedom in Conscience für gemischten Chor, Orgel und Trompeten
- 1981 Mass of Saint LaSalle für gemischten Chor, Orgel, Mallet-Percussion, Instrumental-Ensemble, zwei Klaviere und Schlagzeug
  1. Kyrie
  2. Gloria
  3. Sanctus
  4. Agnus Dei
- 1982 Make Music in the Lord’s Honor für gemischten Chor, Orgel und Blechbläser
- 1983 Three Settings of the Moon für Frauenchor (SA), Klavier, Marimbaphon und Glockenspiel
  1. The Moon does not sleep
  2. Autumn Lullaby
  3. Ask the Moon
- 1984 Praise the Name für gemischten Chor und Orgel
- 1985 Te Deum Laudamus for mixed Choir (SATB) and Wind Ensemble
- 1985 Festive Anthem für gemischten Chor, Blechbläser und Orgel
- 1990 And this shall be for Music für gemischten Chor und Blechbläser
- 1991 Songs of Praise and Reconciliation für gemischten Chor, Männerchor, Klavier und Schlagzeug
  1. Prime (The Hour of Sunrise)
  2. Lauds (Praise High Day)
  3. Vespers (Time of the Evening Star)
- 2001 Proclaim this Day for Music für gemischten Chor Blechbläser und Schlagzeug